# Фјумара (Авелино)
Фјумара је насеље у Италији у округу Авелино, региону Кампанија.
Према процени из 2011. у насељу је живело 47 становника. Насеље се налази на надморској висини од 434 м.